# Luxolo Adams
Luxolo Adams (Sudáfrica, 1 de agosto de 1996) es un atleta sudafricano, especialista en la prueba de 200 m, en la que logró ser medallista de bronce africano en 2018

## Carrera deportiva
En el Campeonato Africano de Atletismo de 2018 celebrado en Asaba (Nigeria) ganó la medalla de bronce en los 200 metros, con un tiempo de 20.60 segundos, siendo superado por su compatriota el también sudafricano Ncincihli Titi (oro con 20.46 segundos) y por el nigeriano Ejowvokoghene Oduduru (plata también con un tiempo de 20.60 segundos).